# Stadio 974
Lo Stadio 974, già Ras Abu Aboud Stadium (in arabo استاد راس أبو عبود‎?), è uno stadio di calcio a Doha, in Qatar, nel distretto industriale di Ras Abu Aboud. Inaugurato il 30 novembre 2021, aveva una capacità di 44 950 spettatori. La struttura è stata realizzata utilizzando 974 container navali riciclati. Il nome, pertanto, deriva dall'esatto numero di container impiegati per la sua costruzione, numero scelto per via del fatto che +974 è il prefisso telefonico internazionale del Qatar.

## Storia
Lo stadio è stato progettato da Fenwick Iribarren Architects, con il masterplan complessivo della macro-area affidato ad Albert Speer & Partner GmbH. Inizialmente annunciato come Ras Abu Aboud Stadium, durante l'evento di lancio del 20 novembre 2021 è stato ufficialmente rinominato Stadio 974.
L'impianto ha ospitato il primo incontro di calcio il 30 novembre successivo, per la Coppa araba FIFA 2021, tra Emirati Arabi Uniti e Siria. In totale, lo stadio è stato teatro di cinque incontri durante il torneo.
Il 974 è stato costruito appositamente per ospitare alcune partite durante il campionato mondiale di calcio 2022. Nello specifico, come illustrato nella tabella sottostante, al suo interno si sono disputate sei gare della fase a gironi e una partita degli ottavi di finale.
A differenza degli altri stadi usati durante la manifestazione, il 974 non dispone di un sistema di aria condizionata, in quanto la sua particolare struttura consente una ventilazione e, quindi, un conseguente abbassamento della temperatura completamente naturali.
Al termine della rassegna iridata il 974 sarebbe dovuto essere smantellato e ricostruito in un Paese non ancora individuato in Africa, rendendolo quindi il primo stadio temporaneo e completamente smontabile nella storia dei Mondiali. Successivamente, secondo alcune indiscrezioni giornalistiche la struttura, una volta smantellata, sarebbe dovuto essere trasferita in Uruguay, Paese che mirava ad ospitare il Mondiale 2030, l'edizione del centenario. 
Nella realtà, dopo aver ospitato alcune partite del citato Mondiale, lo stadio è stato abbandonato fino alla decisione di ospitare una partita della Coppa Intercontinentale FIFA 2024.

### Incontri del campionato mondiale di calcio 2022
| Data             | Orario (UTC+3) | Nazionale 1 | Risultato | Nazionale 2   | Gara             | Spettatori |
| ---------------- | -------------- | ----------- | --------- | ------------- | ---------------- | ---------- |
| 22 novembre 2022 | 19:00          | Messico     | 0 - 0     | Polonia       | Gruppo C         | 39 369     |
| 24 novembre 2022 | 19:00          | Portogallo  | 3 - 2     | Ghana         | Gruppo H         | 42 661     |
| 26 novembre 2022 | 19:00          | Francia     | 2 - 1     | Danimarca     | Gruppo D         | 42 869     |
| 28 novembre 2022 | 19:00          | Brasile     | 1 - 0     | Svizzera      | Gruppo G         | 43 649     |
| 30 novembre 2022 | 22:00          | Polonia     | 0 - 2     | Argentina     | Gruppo C         | 44 089     |
| 2 dicembre 2022  | 22:00          | Serbia      | 2 - 3     | Svizzera      | Gruppo G         | 41 378     |
| 5 dicembre 2022  | 22:00          | Brasile     | 4 - 1     | Corea del Sud | Ottavi di finale | 43 847     |